# Hummelmühle
Hummelmühle ist ein Gemeindeteil der Stadt Hirschau im Landkreis Amberg-Sulzbach in der Oberpfalz in Bayern.

## Herkunft des Namens
Der Name Hummelmühle rührt entweder von dem alten Wort für Waldbiene oder vom alten Wort für den Zuchtstier her. 1723 wurde die Hummelmühle als „Humblmüll uf der Oedt Pümpach“, 1773 als „Hümblmühl“ und 1792 als „Humlmühl“ erwähnt.

## Geographie

### Naturräumliche Zuordnung
Die Einöde Hummelmühle liegt im Norden des Oberpfälzischen Hügellandes. Da von den Einzelblättern 1:200.000 zum Handbuch der naturräumlichen Gliederung Deutschlands das Blatt 154/155 Bayreuth nicht erschienen ist, existiert für den Nordteil des Oberpfälzischen Hügellandes keine Feingliederung.
In einschlägiger Fachliteratur wird die geologische Untereinheit, in der Rödlas liegt, als Kohlberger Höhenrücken bezeichnet.

## Geschichte
Die Hummelmühle wurde 1721 neu gebaut.
Vor dem ersten bayerischen Gemeindeedikt aus dem Jahr 1808 wurde die Hummelmühle immer als zum Amt Hirschau zugehörig erwähnt.
Durch das erste bayerische Gemeindeedikt wurde Massenricht dem Steuerdistrikt und dem Landgericht Amberg und damit dem Naabkreis zugeordnet. Hummelmühle wurde Massenricht zugeordnet. Nach der Auflösung des Naabkreises zugunsten des Mainkreises und des Regenkreises wurde Massenricht 1810 zusammen mit dem Landgericht Amberg dem Regenkreis zugeordnet (ab 1838 Oberpfalz und Regensburg). Durch das zweite bayerische Gemeindeedikt wurde Massenricht 1818 eine eigenständige politische Gemeinde und die Hummelmühle ein Teil dieser.
Am 1. Mai 1978 wurde die Hummelmühle als Teil der Gemeinde Massenricht zusammen mit den Orten Massenricht, Obersteinbach, Untersteinbach und den Weilern Rödlas und Träglhof im Zuge der Gemeindegebietsreform in die Stadt Hirschau eingegliedert.

## Religionen
Die Glaubenswirren des 16. und 17. Jahrhunderts wirkten sich auch in der Gegend um die Hummelmühle aus. Es ist anzunehmen, dass die Bewohner der Hummelmühle, die wohl seit jeher zum Benefizium und später zur Expositur Ehenfeld gehörte, mehrmals die Konfession wechselten. Im Jahr 1628 wurde die Hummelmühle zusammen mit Ehenfeld endgültig katholisch.
Ehenfeld ist noch als Pfarrgemeinde selbständig, bildet aber mit Hirschau seit 2003 eine Seelsorgeeinheit.

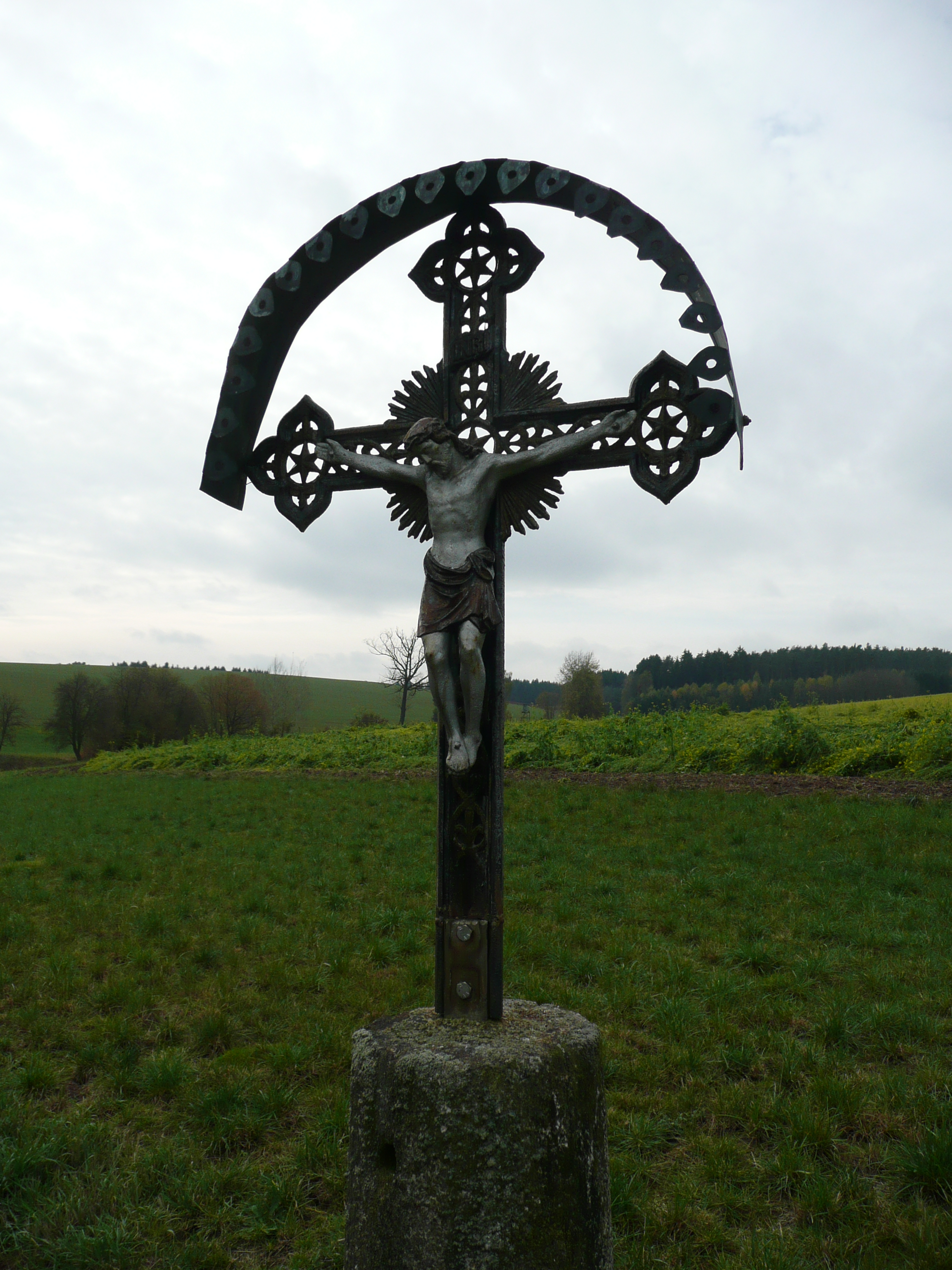
Hummelmühlmarterl

## Sehenswürdigkeiten

### Hummelmühlmarterl
Das Hummelmühlmarterl (Lage) steht direkt beim Anwesen Hummelmühle auf der gegenüberliegenden Straßenseite.
Das Marterl besteht aus einer einen Meter hohen Sandsteinsäule, darauf befindet sich ein reich verziertes Eisenkreuz mit einem Christuskörper. Das Kreuz wird von einem Blechbogen als Wetterschutz bedeckt. Am Fuß des Kreuzes befand sich eine Halterung für Blumenschmuck. Diese ist im Laufe der Zeit verloren gegangen.
Das Marterl erinnert an den Mord an dem Lehrer und Richter Johann Georg Joseph Kahl aus Kohlberg am 29. September 1844. Kahl wurde an dieser Stelle auf dem Heimweg von der Kirchweih in Ehenfeld erstochen. Der Täter war ein „Scheffler“, vermutlich ein Knecht aus Kohlberg oder Röthenbach, der aus Rache wegen einer missliebigen Entscheidung handelte. Im Wochenblatt der Stadt Amberg Nr. 42 vom 16. Oktober 1844 findet sich eine Todesanzeige für Kahl.

## Verkehr
Die Hummelmühle erreicht man über eine Nebenstraße von Obersteinbach aus.
An den öffentlichen Nahverkehr ist die Hummelmühle nicht angebunden. Die nächsten Bushaltestellen befinden sich in Obersteinbach (2 km), Kindlas (3 km) und Ehenfeld (3 km).
Die nächstgelegenen Bahnhöfe befinden sich in Freihung (8 km), Röthenbach (6 km), Wernberg-Köblitz (18 km) und Amberg (24 km).